# IC 2478
IC 2478 ist eine linsenförmige Galaxie vom Hubble-Typ S0 im Sternbild Löwe auf der Ekliptik. Sie ist etwa 355 Millionen Lichtjahre von der Milchstraße entfernt.
Das Objekt wurde am 14. April 1896 von Stéphane Javelle entdeckt.